# Maling
Maling er et, sædvanligvis flydende, materiale, som bruges til at ændre farven på en genstands overflade. Udover at indfarve, kan malingens funktion være at beskytte  bundmaterialet  og derved tilføje en teknisk eller æstetisk kvalitet. Tidligere maling blev lavet med æggeblommen og derfor ville stoffet hærde og klæbe til overfladen den blev påført.
Teknisk kan en maling være mug- og skimmelhindrende eller hindre bakterievækst, alene på grund af pigmenternes art. Sølv er f.eks. meget brugt i malinger som skal anvendes i sterile rum. 
Maling består af et farvepigment og  et bindemiddel, der påføres overfladen.

## Kunstnerfarver
Den traditionelle maling er som regel i flydende form. Den består af pigment og bindemiddel. Malingens karakter afhænger i høj grad af bindemidlet. Således har nøddeolie og linolie en blank transparent karakter, akrylmaling en mere mat overflade. Karakteren af malingen kan manipuleres ved tilsætning af forskellige malemidler. Ligeledes er der ofte tilsat tørremiddel. I selve maleprocessen benyttes ofte et malemiddel eller tilsætning af mere bindemiddel for at opnå en bedre flydeevne. Malemidler kan være alt fra vand til indviklede kemiske væsker.
I de fleste malingstyper, både billig og dyr maling, er der også tilsat titanhvidt, som er et hvidt pigment der er afgørende for malingens dækkraft. Eneste undtagelse er de farveløse basemalinger, som bruges når der laves meget klare, kraftige og rene kulører. Her er det naturligvis andre pigmenter der er tilsat og som afgør dækkraften. 
Udover ovennævnte bestanddele er der også nogle få tilsætningsmidler, der f.eks. stabiliserer malingen, så den ikke skiller og forhindrer, at den mugner eller rådner i spanden.

## Gør-det-selv maling
Maling af vægge i bygninger udføres med forskellige produkter alt afhængigt af opgaven. Der er overordnet 2 typer maling på markedet for gør-det-selv folket hhv. vandbaseret ("acrylmaling") og oliebaseret maling ("alkydmaling"). Vandbaseret maling tørrer hurtigt og medfører ingen lugtgener, mens oliebaseret maling er mere slidstærkt og bedre skjuler penselstrøgene.
Indendørs på vægge bruges normalt vandbaseret vægmaling evt. i kombination med forankrende grunding (microdispers grunder). Hvis man har valgt en særlig farve via et farvekort, skal vægmalingen tones Det er en ekstraydelse, som nogle farvehandlere kræver merpris for(ca.10%). De mørke nuancer eller stærk gul og stærk blå, rød og orange, er de farver, der kræver mest tonepasta. 
Man har mulighed for at vælge kvalitet efter pengepung og temperament, men generelt gælder, at jo dyrere produkt desto bedre (pris lig med kvalitet). 
Kvaliteten kan vurderes på flere parametre hvoraf kan nævnes: Hvor hvid er den hvide, er dækkraften i orden, er slidstyrken i orden, svarer den faktiske glans til den angivne, smitter malingen af, er malingen behagelig at arbejde med.
Der er også muligt at vælge forskellige glanstrin afhængig af smag og belastning. Almindeligvis er højere glans lig med højere rengøringsvenlighed. Når man skal male vådrum, er det vigtigt at bruge en god acrylmaling i minimum glans 10. Mange vælger en højere glans til våde rum i vandbelastede zoner, da de bedre tåler at blive skuret. Det anbefales ikke at have malede vægge direkte i vådzonen, da der her er lovkrav om korrekt vådrumssikring, hvilket ofte indebærer fliser eller lignende. 
I stuer anvendes som regel en lavere glans, da opholdsrum gerne må fremstå uden irriterende reflekser, men her skal den lave glans helst følges med et højt indhold af bindemiddel, så vaskbarheden bevarers. På lofter er det derimod ikke så vigtigt med vaskbarheden, så her kan med fordel males med en heltmat maling, så loftet fremstår ensartet og refleksfrit.
Det er anbefalelsesværdigt at kontakte en professionel farvehandler som kan vejlede i tvivlsspørgsmål.

## Historie
Historisk set har lige siden de tidligste tider anvendt maling. Oprindelig tilværkede man naturmaterialer, støv, jord, sand og knust organisk materiale som maling, der gjordes holdbart ved at iblande æggeblommer og animalsk lim som bindemidler. Farvestoffet okseblod og naturlige pigmenter som rød og gul okker, brændt jord og zink tegnede sig for de første kulører. Siden knuste man mineraler og fik klarere farver. For eksempel den blå sten fra Iran, lapis lazuli, der på et tidspunkt var den dyreste farve p g a sjældenheden af stenene.
Den kendte farve Skagengul blev til da en købmand/manufakturhandler i Skagen bestilte fransk okker hjem og ved en fejl fik leveret en rødgul i stedet for en rød okker. Dengang fremstillede mange større købmænd nemlig selv maling og pigmenter til at sælge.
Pigmenterne blev ofte pulveriseret og revet i et egnet bindemiddel, hvilket også var årsagen til at farverne sjældent blev ensartede.
I dag rives og blandes pigmenter oftest på 3-valseværk for at opnå en ensartet dispergering.

## Pulvermaling
Pulvermaling sprøjtes i pulverform på malefladen og opvarmes i ovn til materialet smelter og flyder sammen. Benyttes ofte på metaloverflader f. eks hårde hvidevarer, skilte etc.

## Forskellige typer maling
- Akvarel
- Akrylmaling
- Enkaustik (voksmaling)
- Gouache
- Kalkmaling
- Oliemaling
- Pulvermaling
- Tempera